# Theodor Bibliander
Theodor Buchmann (1509-1564) (* Bischofszell, 1509 † Zurique, 26 de Setembro de 1564) foi orientalista, filólogo e lexicógrafo alemão. Editor da primeira tradução do Alcorão em língua latina, traduzida por Roberto de Ketton. Se familiarizou com o idioma árabe e outras línguas orientais, e publicou uma gramática em hebraico em 1535, e comentários sobre a Bíblia. 

## Obras
- De optimo genere grammaticorum Hebraicorum, Hieronymus Curio, Zurique, 1542
- De ratione communi omnium linguarum et litterarum commentarius, Christoph Froschauer, Zurique, 1548
- De ratione temporum, Johannes Oporin, Basileia, 1551
- Institutionum grammaticarum de lingua Hebraea liber unus. Christoph Froschauer (1490-1564), Zurique 1535.
- Machumetis Saracenorum principis eiusque successorum vitae ac doctrina ipseque Alcoran, Johannes Oporin, Basileia, 1543, 1550, online
- Oratio Theodori Bibliandri Ad Enarrationem Esaiae Prophetarum Principis. Christoph Froschauer, Zurique 1532. (urn:nbn:de:gbv:9-g-3091211)
- Relatio fidelis, Johannes Oporin, Basileia, 1545
- Temporum a condito mundo usque ad ultimam ipsius aetatem supputatio, Johannses Oporin, Basileia, 1558
- Theodor Bibliander, Henri Lamarque (Hrsg.): Le Coran à la Renaissance. Plaidoyer pour une traduction. Introduction, traduction et notes de Henri Lamarques. Presses universitaires du Mirail, Toulouse 2007 (Título original: Apologia pro editione Alcorani, tradutor Henri Lamarque).